# Bode-kamerbewaarder
De bode-kamerbewaarder is een voormalige rang in de Belgische administratie. Eigenlijk is het een eufemisme voor loopjongen. Bij een administratieve vereenvoudiging van 1987 werden te titels van "bode-kamerbewaarder" en "eerstaanwezend bode-kamerbewaarder" omgevormd tot "administratief medewerker", met bijpassende loonschalen.
De term is verouderd, maar wordt nog frequent gebruikt, met name in het Belgisch Parlement waar de bode helpt bij het bezorgen van teksten en verslagen. Door de toenemende informatisering wordt het een nagenoeg ceremoniële functie, compleet met witte handschoenen en bijpassend uniform, vergelijkbaar met de suppoosten.